# چام‌یازی (پوسوف)
چام‌یازی (به ترکی استانبولی: Çamyazı) یک منطقهٔ مسکونی در ترکیه است که در پوسوف واقع شده‌است.